# Agerø
Agerø est une île du Danemark. Elle est située dans le Limfjord, entre les îles de Mors et Vendsyssel-Thy.

## Lieux et monuments

### Lieux de culte

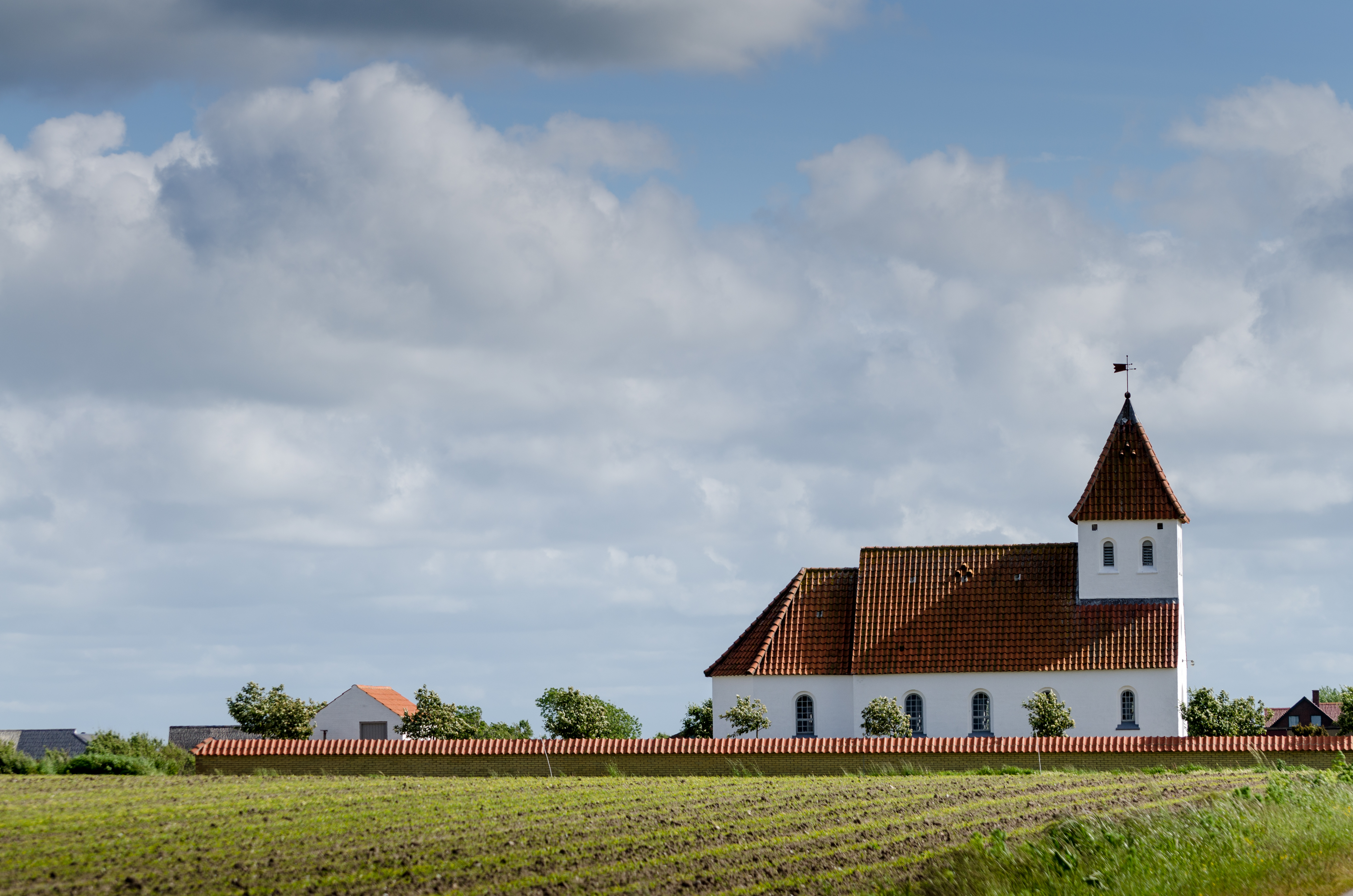

- Eglise Agerø, 60 sièges[1].